# Gautxo becnegre
El gautxo becnegre (Agriornis montanus) és una espècie d'ocell de la família dels tirànids (Tyrannidae) que habita zones ciutats i vessants de les muntanyes del sud-est de Colòmbia, i a través de l'Equador, el Perú i Bolívia fins al centre de Xile i l'Argentina.